# 吉田郡山城之戰
吉田郡山城之战是发生于日本战国时代天文九年至天文十年（1540年-1541年）的一次战役，因其交战地点位于安艺国吉田郡山城（今广岛县安芸高田市）附近而得名，因为实际上主要为城外野战而非所谓的围城战，所以又名郡山合战。出云国大名尼子晴久于1540年率兵三万进攻吉田郡山城的毛利元就。毛利元就当时附庸于大内氏，最初以八千兵力坚守城池，并向大内氏求援。当陶隆房的两万援军到来之后，毛利元就和大内氏的部队合力突袭尼子晴久本阵，取得成功。此战之后，毛利氏确立了自身在安艺国的实力。